# Лійвоя
Лі́йвоя (ест. Liivoja küla) — село в Естонії, у волості Йиґева повіту Йиґевамаа.

## Населення
Чисельність населення на 31 грудня 2011 року становила 81 особу.

## Географія
Село розташоване в північному передмісті Йиґева на захід від селища Йиґева. Поблизу села проходить автошлях 36 (Йиґева — Муствее).